# Liste des écoles du Conseil scolaire Viamonde
Cet article présente les écoles primaires et secondaires gérées par le Conseil scolaire Viamonde.

## Écoles élémentaires
| Écoles élémentaires                                              | Régions          |
| ---------------------------------------------------------------- | ---------------- |
| Académie Alexandre-Dumas                                         | Toronto          |
| Académie de la Moraine                                           | Richmond Hill    |
| Académie de la Tamise                                            | London           |
| Académie la Pinède                                               | Borden           |
| École élémentaire Carrefour des jeunes                           | Brampton         |
| École élémentaire Chantal-Benoit                                 | East Gwillimbury |
| École élémentaire Charles-Sauriol                                | Toronto          |
| École élémentaire Dyane-Adam                                     | Milton           |
| École élémentaire des Quatre-Rivières                            | Orangeville      |
| École élémentaire Antonine Maillet                               | Oshawa           |
| École élémentaire Franco-Niagara                                 | Welland          |
| École élémentaire Félix-Leclerc                                  | Toronto          |
| École élémentaire Horizon Jeunesse École élémentaire Le Flambeau | Mississauga      |
| École élémentaire Jeanne-Lajoie                                  | Toronto          |
| École élémentaire La Fontaine                                    | Kleinburg        |
| École élémentaire La Mosaïque                                    | Toronto          |
| École élémentaire La Pommeraie                                   | London           |
| École élémentaire La Source                                      | Barrie           |
| École élémentaire LaMarsh                                        | Niagara Falls    |
| École élémentaire Laure-Rièse                                    | Toronto          |
| École élémentaire L'Envolée                                      | Windsor          |
| École élémentaire Les Rapides                                    | Sarnia           |
| École élémentaire L'Héritage                                     | St. Catharines   |
| École élémentaire L'Odyssée                                      | Guelph           |
| École élémentaire Louise-Charron                                 | Windsor          |
| École élémentaire Marie-Curie                                    | London           |
| École élémentaire Mathieu-da-Costa                               | Toronto          |
| École élémentaire Micheline-Saint-Cyr                            | Toronto          |
| École élémentaire Nouvel Horizon                                 | Welland          |
| École élémentaire Patricia-Picknell École élémentaire du Chêne   | Oakville         |
| École élémentaire Paul-Demers                                    | Toronto          |
| École élémentaire Pavillon de la jeunesse                        | Hamilton         |
| École élémentaire Pierre-Elliott-Trudeau                         | Toronto          |
| École élémentaire Renaissance                                    | Burlington       |
| École élémentaire Ronald-Marion                                  | Pickering        |
| École publique Saint-Joseph                                      | Penetanguishene  |
| École élémentaire L'Harmonie                                     | Waterloo         |
| École élémentaire Gabrielle-Roy                                  | Toronto          |
| École élémentaire Maison Montessori                              | North York       |
| École élémentaire Viola-Léger                                    | Bowmanville      |

## Écoles secondaires
| Écoles secondaires                      | Régions         |
| --------------------------------------- | --------------- |
| École secondaire Franco-Niagara         | Welland         |
| École secondaire David-Saint-Jacques    | Kitchener       |
| École secondaire Étienne-Brûlé          | Toronto         |
| École secondaire Franco-Jeunesse        | Sarnia          |
| École secondaire Gabriel-Dumont         | London          |
| École secondaire Gaétan-Gervais         | Oakville        |
| École secondaire Georges-P.-Vanier      | Hamilton        |
| École secondaire Jeunes sans frontières | Brampton        |
| École secondaire Le Caron               | Penetanguishene |
| Le Collège français                     | Toronto         |
| École secondaire de Lamothe-Cadillac    | Windsor         |
| École secondaire Norval-Morrisseau      | Richmond Hill   |
| École secondaire Ronald-Marion          | Pickering       |
| École secondaire Roméo-Dallaire         | Barrie          |
| École secondaire Toronto-Ouest          | Toronto         |